# Digitale Stad Eindhoven
De Digitale Stad Eindhoven (DSE) is een digitaal ontmoetings- en meningsvormend platform.

## Geschiedenis
Op 30 december 1994 ging de Digitale Stad Eindhoven van start als tweede digitale stad van Nederland (in navolging van De Digitale Stad in Amsterdam). Bij het 20-jarig jubileum (2014) was DSE de enige nog bestaande digitale stad van Nederland (zonder gebruikerskosten en reclame). Sinds 1 januari 2020 is Flexwebhosting de provider voor het e-mailverkeer en de webserver van DSE. De stichting De Digitale Stad Eindhoven beheert de hoofdpagina's met regionieuws en informatie.